# American Capitalist
American Capitalist es el tercer álbum de estudio de la banda estadounidense de groove metal Five Finger Death Punch, lanzado el 11 de octubre de 2011. Es el primer álbum sin Matt Snell, debido a que fue expulsado de la banda en diciembre de 2010.
 El primér sencillo del álbum, «Under and Over It», se publicó el 27 de julio de 2011. Alcanzó el tercer puesto en la lista Billboard 200 y vendió más de 90 000 unidades en la primera semana, y hacia el 17 de febrero de 2012, más de 310 000 unidades.

## Lista de canciones
| N.º | Título                | Duración |  |
| 1.  | «American Capitalist» | 3:28     |  |
| 2.  | «Under and Over It»   | 3:38     |  |
| 3.  | «The Pride»           | 3:23     |  |
| 4.  | «Coming Down»         | 4:01     |  |
| 5.  | «Menace»              | 3:31     |  |
| 6.  | «Generation Dead»     | 3:43     |  |
| 7.  | «Back for More»       | 3:22     |  |
| 8.  | «Remember Everything» | 4:38     |  |
| 9.  | «Wicked Ways»         | 3:07     |  |
| 10. | «If I Fall»           | 3:56     |  |
| 11. | «100 Ways to Hate»    | 3:21     |  |

iTunes deluxe edition

| iTunes deluxe edition |                                     |          |  |
| N.º                   | Título                              | Duración |  |
| 12.                   | «Under and Over It» (remix)         | 3:56     |  |
| 13.                   | «The Pride» (remix)                 | 3:24     |  |
| 14.                   | «Remember Everything» (remix)       | 4:50     |  |
| 15.                   | «100 Ways to Hate» (remix)          | 3:11     |  |
| 16.                   | «The Tragic Truth»                  | 3:55     |  |
| 17.                   | «Under and Over It» (vídeo musical) | 4:04     |  |

2-disc edition

| 2-disc edition |                               |          |  |
| N.º            | Título                        | Duración |  |
| 12.            | «Under and Over It» (remix)   | 3:56     |  |
| 13.            | «The Pride» (remix)           | 3:24     |  |
| 14.            | «Remember Everything» (remix) | 4:50     |  |
| 15.            | «100 Ways to Hate» (remix)    | 3:11     |  |

## Posicionamientos en listas
| Lista (2011-2012)            | Mejor posición |
| ---------------------------- | -------------- |
| Finnish Albums Chart         | 14             |
| Billboard 200 (EE. UU.)      | 3              |
| Independent Albums (EE. UU.) | 1              |
| Rock Albums (EE. UU.)        | -              |
| Hard Rock Albums (EE. UU.)   | -              |